# Loose: The Concert
Loose: The Concert è il primo album dal vivo della cantante canadese Nelly Furtado, pubblicato nel 2007 dalla Mosley Music Group e dalla Geffen Records.

## Descrizione
Contiene le registrazioni tratte dal Get Loose Tour svolto dalla cantante tra il 2006 e il 2007. Ci sono anche i live delle canzoni I'm Like a Bird, Turn off The Light, Força e Powerless, provenienti rispettivamente dal suo primo album Whoa, Nelly! e Folklore.
L'album è stato pubblicato anche in edizione DVD e in edizione deluxe contenente sia il CD sia il DVD.

## Tracce

### CD
1. Afraid – 1:37
2. Say It Right – 4:10
3. Do It – 5:04
4. Wait for You – 3:28
5. Showtime – 7:48
6. All Good Things (Come to an End) – 4:40
7. I'm Like a Bird (Remix) – 5:51
8. Glow/Heart of Glass – 5:46
9. No Hay Igual – 4:57
10. Promiscuous – 6:56
11. Maneater – 5:43

### DVD
1. Afraid – 1:27
2. Say It Right – 4:08
3. Turn off the Light (Remix) – 4:46
4. Powerless – 3:27
5. Do It/Wait for You – 8:02
6. Showtime – 7:07
7. Crazy – 4:03 – originariamente interpretata dai Gnarls Barkley
8. In God's Hands – 4:39
9. Try – 5:43
10. All Good Things (Come to an End) – 4:28
11. Give It to Me – 2:53
12. I'm Like a Bird (Remix) – 5:22
13. Glow/Heart of Glass – 5:31
14. Força – 4:52
15. Promiscuous – 6:21
16. Party's Just Begun (Again)/No Hay Igual – 8:25
17. Maneater – 7:51

## Formazione
Musicisti
- Nelly Furtado – voce, chitarra
- Adrian Eccleston – chitarra elettrica, cori
- Dean Jarvis – basso synth, basso elettrico, contrabbasso, cori
- Joel Joseph – tastiera, cori
- Dave Langguth – batteria
- Saukrates – percussioni, rapping, cori
- Jasmine Baird – cori

Produzione
- Nelly Furtado, Chris Smith, Phoebe Salvador – produzione esecutiva
- Anthony Del Col – produzione aggiuntiva
- Jeffery "Luge" Holdip – registrazione
- Demacio "Demo" Castello – missaggio
- Kevin Dietz – assistenza tecnica
- Chris Gehringer – mastering

## Classifiche
| Classifica (2007) | Posizione massima |
| ----------------- | ----------------- |
| Svizzera          | 50                |